# 2015–2016-os MOL Liga
Résztvevők:
DVTK Jegesmedvék,
Mac Budapest,
Fehérvár AV19,
Debreceni HK,
UTE,
Ferencvárosi TC,
Sport Club Csíkszereda (román),
Dunaújvárosi Acélbikák,
ASC Corona Brassó (román)

## Az alapszakasz
Az alapszakasz 2015. szeptember 10-től 2016. február 6-ig tartott. Minden csapat 6-szor játszott egymással, 3-at otthon és 3-at idegenben. Az alapszakasz végeredménye:
| Hely | Csapat                  | M  | 3p | 2p | 1p | 0p | +/-     | Pont |
| ---- | ----------------------- | -- | -- | -- | -- | -- | ------- | ---- |
| 1    | DVTK Jegesmedvék        | 48 | 33 | 8  | 2  | 5  | 220-120 | 117  |
| 2    | MAC Budapest            | 48 | 32 | 5  | 5  | 6  | 227-111 | 111  |
| 3    | Fehérvár AV19           | 48 | 25 | 5  | 4  | 14 | 171-132 | 89   |
| 4    | Debreceni HK            | 48 | 19 | 4  | 6  | 19 | 145-146 | 71   |
| 5    | UTE                     | 48 | 16 | 7  | 7  | 18 | 135-138 | 69   |
| 6    | Ferencvárosi TC         | 48 | 18 | 2  | 4  | 24 | 152-172 | 62   |
| 7    | Csíkszeredai Sport Club | 48 | 14 | 6  | 5  | 23 | 133-166 | 59   |
| 8    | Dunaújvárosi Acélbikák  | 48 | 12 | 2  | 6  | 28 | 128-168 | 46   |
| 9    | SCM Fenestela 68 Brașov | 48 | 6  | 2  | 2  | 38 | 102-260 | 24   |

## A negyeddöntők
A negyeddöntőkben az alapszakasz 3. a 6.-kal, a 4. az 5.-kel játszott 2 győzelemig tartó párharcot a fennmaradó 2 elődöntős helyért. Az első meccseket a rosszabb alapszakaszbeli helyezésű csapat otthonában, a második és a harmadik meccseket a jobb alapszakaszbeli helyezésű csapatnál játszották.
- 2016.02.17. 18:00	UTE - Debreceni HK 4:2 (3:1, 1:0, 0:1) - 1:0
- 2016.02.18. 19:30	Ferencvárosi TC - Fehérvár AV19 0:3 (0:0, 0:1, 0:2) - 0:1
- 2016.02.20. 17:00	Fehérvár AV19 - Ferencvárosi TC 7:2 (3:0, 2:2, 2:0) - 2:0
- 2016.02.20. 18:30	Debreceni HK - UTE 6:2 (2:1, 4:1, 0:0) - 1:1
- 2016.02.21. 18:30	Debreceni HK - UTE 3:1 (0:0, 1:1, 2:0) - 2:1

A Fehérvár AV19 és a Debreceni HK jutott tovább az elődöntőbe.

## Az elődöntők
Az elődöntőkben az alapszakasz 1-2. helyezett alanyi jogon bejutott, ellenük játszott a döntőbe jutásért a két negyeddöntő nyertese 4 győzelemig tartó párharcot. Az 1., 2., 5. és 7. meccset a jobb alapszakaszbeli helyezésű csapatnál, míg a 3., 4. és 6. meccset a rosszabb alapszakaszbeli helyezésű csapatnál játszották.
- 2016.02.24. 18:30 DVTK Jegesmedvék - Debreceni HK 5:2 (0:2, 2:0, 3:0) - 1:0
- 2016.02.24. 19:00 MAC Budapest - Fehérvár AV19 5:4 (1:1, 4:2, 0:1) - 1:0
- 2016.02.25. 19:00 MAC Budapest - Fehérvár AV19 2:1 hu. (0:0, 1:1, 0:0, 1:0) - 2:0
- 2016.02.26. 18:30 DVTK Jegesmedvék - Debreceni HK 9:3 (4:1, 5:1, 0:1) - 2:0
- 2016.02.28. 17:00 Debreceni HK - DVTK Jegesmedvék 1:5 (0:2, 0:0, 1:3) - 0:3
- 2016.02.28. 17:30 Fehérvár AV19 - MAC Budapest 5:4 hu. (0:1, 2:3, 2:0, 1:0) - 1:2
- 2016.02.29. 18:00 Fehérvár AV19 - MAC Budapest 8:2 (1:1, 4:1, 3:0) - 2:2
- 2016.03.01. 18:00 Debreceni HK - DVTK Jegesmedvék 0:2 (0:0, 0:2, 0:0) - 0:4
- 2016.03.03. 19:00 MAC Budapest - Fehérvár AV19 4:3 (1:1, 0:2, 3:0) - 3:2
- 2016.03.06. 17:30 Fehérvár AV19 - MAC Budapest 2:1 (2:1, 0:0, 0:0) - 3:3
- 2016.03.10. 20:00 MAC Budapest - Fehérvár AV19 6:2 (1:1, 1:1, 4:0) - 4:3

A DVTK Jegesmedvék és a MAC Budapest jutott a döntőbe.

## A döntő
A döntőben a két elődöntő győztese játszott egymással 4 győzelemig tartó párharcot. Az 1., 2., 5. és 7. meccset a jobb alapszakaszbeli helyezésű csapatnál, a 3., 4. és 6. meccset a rosszabb alapszakaszbeli helyezésű csapatnál rendezték.
- 2016.03.12. 17:00 DVTK Jegesmedvék - MAC Budapest 4:1 (2:0, 1:1, 1:0) - 1:0
- 2016.03.13. 17:00 DVTK Jegesmedvék - MAC Budapest 5:4 hu. (0:2, 1:1, 3:1, 1:0) - 2:0
- 2016.03.16. 19:00 MAC Budapest - DVTK Jegesmedvék 2:3 (0:2, 2:0, 0:1) - 0:3
- 2016.03.17. 18:00 MAC Budapest - DVTK Jegesmedvék 2:5 (0:3, 2:2, 0:0) - 0:4

A bajnokságot a DVTK Jegesmedvék nyerték.